# أوريول ويليام
أوريول ويليام (بالفرنسية: Auriol Guillaume)‏ هو لاعب كرة قدم فرنسي في مركز الدفاع، ولد في 14 أكتوبر 1979 في سان دوني في فرنسا. شارك مع منتخب غوادلوب لكرة القدم. أما مع النوادي، فقد لعب مع نادي تروا ونادي غانغون.

## وصلات خارجية
- أوريول ويليام على موقع رابطة كرة القدم الفرنسية للمحترفين (الإنجليزية)
- أوريول ويليام على موقع قاعدة بيانات كرة القدم.إي يو (الإنجليزية)
- أوريول ويليام على موقع Soccerway.com (الإنجليزية)